# Badlock

Badlock标志。

Badlock是于2016年4月12日披露的安全漏洞，其影响Windows和Samba服务器所支持的安全帐户管理器（SAM）和本地安全认证（域策略）（LSAD）远程协议。
SAM及LSD为DCE 1.1远程过程调用（DCE/RPC）协议的一部分。Samba和Windows实现的RPC服务允许攻击者发动中间人攻击。 尽管漏洞是于Samba的开发过程中被发现的，其SMB协议本身不受影响。